# リンク・シン
リンク・シン（Rinku Singh、1988年8月8日 - ）は、インドのウッタル・プラデーシュ州ラクナウ出身のプロレスラー、元プロ野球選手(投手)。
インド人として、アメリカ合衆国、オーストラリアで野球をプレーした初の選手となった。プロ野球を引退後にプロレスラーに転身し、2018年よりWWEの傘下団体であるNXTに所属している。

## 経歴

### プロ入り前
1988年8月8日に、インドのウィタル・プラデーシュ州ラクナウで生まれた。
幼少期は、やり投とクリケットをやっていた。
2008年に、行われた「ミリオンダラー・アーム」というコンテスト形式のリアリティー・ショーに参加した。ここで、ディネシュ・パテルと共に優勝した。
優勝後に、アメリカ合衆国カリフォルニア州ロサンゼルスにパテルと共に渡米する。渡米後に、南カリフォルニア大学で練習する事となった。この大学の野球部投手コーチのトム・ハウスは、かつてノーラン・ライアン、ランディ・ジョンソン、ロブ・ネン、ケヴィン・ブラウンらを指導したことで知られる。この大学で、野球の練習と英語の習得をする事となった。

### プロ入り後
2009年に、ピッツバーグ・パイレーツと契約を結びプロ入りを果たした。
同年は、傘下ルーキーリーグのガルフ・コーストリーグ・パイレーツでプレーした。この年は、11試合に登板し、1勝2敗、防御率5.84、8奪三振を記録した。
2010年は、まず傘下ルーキーリーグのガルフ・コーストリーグでプレーした。ここでは、13試合に登板し、2勝0敗1セーブ、防御率2.61、20奪三振を記録した。その後、1試合だけステート・カレッジ・スパイクスで登板した。また、5月24日にはパテルと共にホワイトハウスを訪問しバラク・オバマ大統領と対談した。オフには、オーストラリアの国内リーグであるオーストラリアン・ベースボールリーグのキャンベラ・キャバルリーでプレーした。ここでは、12試合に登板し、1勝0敗、防御率3.94、14奪三振を記録した
2011年は、まず傘下ルーキーリーグのドミニカン・サマーリーグ・パイレーツでプレーした。ここでは、3試合に登板し、1勝0敗、防御率2.45、7奪三振を記録した。その後、傘下ルーキーリーグのガルフ・コーストリーグ・パイレーツで1試合に登板した後、傘下ショートシーズンAのスパイクスでプレーした。ここでは、4試合に登板し、0勝2敗、防御率2.16、7奪三振を記録した。その後、傘下Aのウェストバージニア・パワーでプレーした。ここでは、12試合に登板し、2勝1敗、防御率3.18、13奪三振を記録した。オフには、オーストラリアン・ベースボール・リーグのアデレード・バイトでプレーした。ここでは、12試合に登板し、1勝1敗1セーブ、防御率5.49、17奪三振を記録した。
2012年は、傘下Aのウェストバージニアでプレーした。ここでは、39試合に登板し、3勝1敗1セーブ、防御率3.00、65奪三振を記録した。オフには、前年同様にアデレード・バイドでプレーした。ここでは、10試合に登板し、0勝1敗、防御率4.82、7奪三振を記録した。
2013年は、怪我で全休した。
2014年は、トミー・ジョン手術を行いシーズンを全休した。

### プロレスラー転向
2018年1月13日、アメリカのプロレス団体WWEとディベロップメント契約を交わし入団。
5月31日、フロリダ州タンパで行われたNXTのハウスショーにてカシアス・オーノを相手にデビュー。

## 選手としての特徴
エミネムの「ノット・アフレイド」を登場曲に起用している。

## 映画化
2014年に、ウォルト・ディズニー・スタジオによってシンとパテルがプロ野球選手に至るまでの出来事が「ミリオンダラー・アーム」として映画化された。

## 私生活
2012年に、母国のバドヒで鶏肉を注文した後に捌かれるのを目撃して以降ベジタリアンとなった。

## 得意技

### フィニッシュ・ホールド
サーヴィカル・クラッチ
うつ伏せ状態の相手にまたぎ合掌ポーズをしてから相手の背中目掛けてヒップドロップで相手の腰にダメージを与えてからそのまま腰を下ろし、相手の右腕を自らの左脇下に抱えながら両手で頸部をクラッチをして絞め上げる。「変形キャメル・クラッチ」。技名のサーヴィカルは頸部の意味。

### 打撃技
チョップ
チョップ・スマッシュ
クローズライン
ビック・ブーツ
ルショルダー・タックル
エルボー・ドロップ

### 投げ技
ブレーンバスター
バックドロップ
チョークスラム
ボディスラム
ミリタリー・プレス

## 入場曲
- Roar 現在使用中